# Aulosepalum pulchrum
Aulosepalum pulchrum är en orkidéart som först beskrevs av Rudolf Schlechter, och fick sitt nu gällande namn av Paul Miles Catling. Aulosepalum pulchrum ingår i släktet Aulosepalum och familjen orkidéer. Inga underarter finns listade i Catalogue of Life.